# Filip (vzdoropapež)
Filip (lat. Philippus) byl italský duchovní a vzdoropapež (pouze jediný den, 31. července 768).

## Život
Kromě toho, že se stal vzdoropapežem pouze na jediný den, není o něm nic známo. 31. července 768 se dostal do čela římské církve, když den předtím Řím padl do rukou langobardských vojsk. Ve vězení se na příkaz jejich krále Desideria ocitl uchvatitelský vzdoropapež Konstantin II.
Tehdy Římané ustanovili na jeho místo Filipa, kaplana kláštera San Vito. Odvedli ho do Lateránské baziliky, kde byl proveden intronizační obřad.
Na čele církve se udržel pouze několik hodin. Během hostiny ho skupina odpůrců langobardského krále vyvedla z Lateránského paláce a vrátila zpět do kláštera.